# Liste der israelischen Botschafter in Jordanien
Die Liste der israelischen Botschafter in Jordanien bietet einen Überblick über die Leiter der israelischen diplomatischen Vertretung in Jordanien seit der Aufnahme diplomatischer Beziehungen nach dem Israelisch-jordanischen Friedensvertrag im Jahr 1994 bis heute.

## Botschafter
| Amtszeit  | Name                   | Anmerkung |
| --------- | ---------------------- | --------- |
| 1994–1997 | Schimon Schamir        |           |
| 1997–2000 | Oded Eran              |           |
| 2000–2003 | David Dadon            |           |
| 2003–2006 | Yakov Hadas-Handelsman |           |
| 2006–2009 | Jacob Rosen            |           |
| 2009–2015 | Daniel Nevo            |           |
| 2015–2017 | Einat Shlain           |           |
| 2018–2023 | Amir Weissbrod         |           |